# Bruce Rogers (journaliste)
Pour les articles homonymes, voir Bruce Rogers et Rogers.
Bruce Rogers est une personnalité télévisuelle, auteur et un homme politique canadien de l'Ontario.

## Biographie
Rogers est chef d'antenne à TVOntario et un animateur de radio pour la CBC Radio et la CFRB de Toronto. Durant les années 1960 jusque dans les années 1980, il travaille pour la Canadian Broadcasting Corporation et devient animateur pour la chaîne CBLA-FM (en) de l'émission Metro Morning (en) de 1973 à 1974. Il anime aussi Radio Noon, Sunday Magazine, The World at Six et plusieurs bulletins de nouvelles. 
À la télévision il anime l'émission The Rogers Report à la CBLT-DT et des émissions à vocation financière à TVO comme Money$worth et Money$ense.
Après sa retraite de la CBC, Rogers est lecteur de nouvelle à la CFRB de 1991 à 1998. Il enseigne ensuite le journalisme à la l'Université Ryerson.
Rogers est également l'auteur d'un livre sur l'anglais canadien et la rhétorique, You Can Say That Again!. 
Il est candidat sans succès à plusieurs reprises pour le Nouveau Parti démocratique.